# 格拉迪尼昂
格拉迪尼昂（法語：Gradignan，法語發音：[ɡʁadiɲɑ̃] ⓘ）是法國新阿基坦大區吉倫特省的一个市镇，位于该省中部，省会波尔多市区以南，是波尔多都会区的组成部分。

## 历史
中世紀時這裡曾有修道院。在歷史上，格拉迪尼昂作為波爾多的近郊都市對波爾多提供牛奶和蔬菜。波爾多的商人則在這裡種植葡萄，並且平時在這裡生活。1950年為止，格拉迪尼昂都是座普通的村莊。但基礎設施則長期欠缺。1952年，隨著新市長的上任，基礎設施得到了完善。格拉迪尼昂在仍抱有很多綠色的同時，發展為人口超過2萬人的城市。

## 地理
格拉迪尼昂（44°46'17"N, 0°37'1"W）面积15.77 平方千米，位于法国新阿基坦大区吉倫特省，该省份为法国西南部沿海省份，是法國本土面积最大的省，北起滨海夏朗德省，西临大西洋，南至朗德省，东南接洛特-加龍省，东临多爾多涅省。
与格拉迪尼昂接壤的市镇（或旧市镇、城区）包括：塔朗斯、佩薩克、莱奥尼昂、卡内让、维勒纳沃多农。
格拉迪尼昂的时区为UTC+01:00、UTC+02:00（夏令时）。

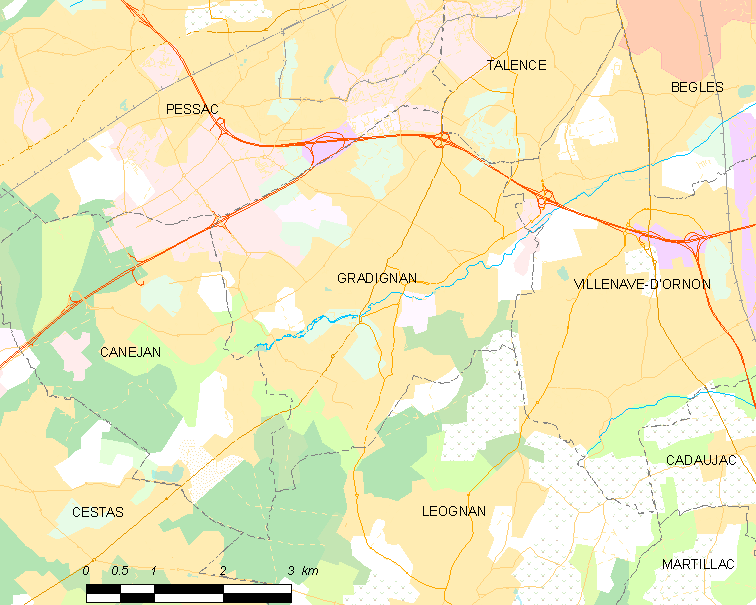
格拉迪尼昂的OSM定位图

## 行政
格拉迪尼昂的邮政编码为33170，INSEE市镇编码为33192。

## 政治
格拉迪尼昂所属的省级选区为佩萨克第二县。

## 人口

1962-2008年间格拉迪尼昂人口变化图示

格拉迪尼昂于2022年1月1日时的人口数量为26186人。